# Březno (Boêmia Central)
Březno é uma comuna checa localizada na região da Boêmia Central, distrito de Mladá Boleslav.